# Małakiwszczyna
Małakiwszczyna (ukr. Малаківщина) – wieś na Ukrainie, w obwodzie chmielnickim, w rejonie chmielnickim, w hromadzie Latyczów. W 2001 liczyła 97 mieszkańców, wśród których 91 wskazało jako ojczysty język ukraiński, a 6 rosyjski.